# Marion (Iowa)
Marion is een plaats (city) in de Amerikaanse staat Iowa, en valt bestuurlijk gezien onder Linn County.

## Demografie
Bij de volkstelling in 2000 werd het aantal inwoners vastgesteld op 26.294. In 2006 is het aantal inwoners door het United States Census Bureau geschat op 31.084, een stijging van 4790 (18,2%).

## Geografie
Volgens het United States Census Bureau beslaat de plaats een oppervlakte van 31,1 km², geheel bestaande uit land. Marion ligt op ongeveer 255 m boven zeeniveau.

## Plaatsen in de nabije omgeving
De onderstaande figuur toont nabijgelegen plaatsen in een straal van 16 km rond Marion.